# Mamuka Jazaradze
Mamuka Jazaradze (en georgiano: მამუკა ხაზარაძე; Tiflis, 29 de diciembre de 1966) es un empresario y político georgiano, cofundador del mayor banco de Georgia, TBC Bank, en 1992 y líder del partido Lelo por Georgia.

## Biografía
Nacido en Tiflis, se graduó en la Universidad Técnica de Georgia en 1988 y también posee un título ejecutivo de la Escuela de Negocios de Harvard, donde estudió entre 1998 y 2000.
En 1995, Jazaradze y su socios fundaron la empresa IDS Borjomi, para explotar las aguas de Boryomi (conocidas a lo largo de la Unión Soviética), y que exporta a más de 40 países.Chateau Mujrani fue una antigua bodega real georgiana que exportó vinos georgianos desde finales del siglo XIX. La actual empresa Chateau Mukhrani fue fundada en 2002 por Mamuka Jazaradze, Badri Yaparidze y otros socios.
En 2010, recibió la Orden Presidencial de Excelencia y en 2014, Jazaradze recibió el premio al Emprendedor del Año de Ernst & Young en Georgia, el primer premio de este tipo otorgado a una empresa georgiana.
Jazaradze fue el líder de Consorcio de Desarrollo de Anaklia, encargada de fabricar el puerto de aguas profundas de Anaklia, en el oeste de Georgia, con el objetivo de acoger buques de gran tamaño. Según la investigación publicada por la división de Investigación de la OTAN, la ubicación geográfica estratégica de Georgia le otorga un gran potencial para actuar como un país de tránsito clave que facilite grandes volúmenes de comercio internacional entre Europa y Asia.
En diciembre de 2019, Jazaradze, junto con otros políticos georgianos, creó Lelo por Georgia, que obtuvo cuatro escaños en las elecciones parlamentarias de 2020 y, junto con un grupo de parlamentarios independientes, creó la primera facción de oposición en el Parlamento de 2020.
Jazaradze y sus socios comerciales (Badri Yaparidze y Avtandil Tsereteli) fueron acusados de participar en un lavado de dinero, después de que anunciara la creación del partido. En 2022, el Tribunal Municipal de Tiflis les declaró culpables de fraude y los condenó a siete años de prisión (aunque no ingresaron en prisión porque los delitos ya habían preescrito).Muchos abogados georgianos e internacionales, el Departamento de Estado de EEUU o Amnistía Internacional vieron el veredicto como inconstitucional porque no se había investigado el fraude.El Tribunal Supremo de Georgia rechazó los recursos de Jazaradze y sus socios, que abogaron por llevar el caso al Tribunal Europeo de Derechos Humanos.